# Надеждинск (Иркутская область)
Надеждинск — упразднённый посёлок в Катангском районе Иркутской области России. До момента упразднения входил в состав Подволошинского сельского поселения.

## География
Посёлок находился на юге Катангского района, на правом берегу реки Нижняя Тунгуска, к югу от села Подволошино.

## История
Надеждинск был основан как место базирования Преображенской нефтегазоразведочной экспедиции, которая впоследствии стала государственным унитарным предприятием «Востсибнефтегазгеология». Ликвидация экспедиции повлекла за собой упразднение посёлка. По данным переписи 2002 года, в посёлке проживало 112 человек (65 мужчин и 47 женщин).